# Callionymus leucopoecilus
Callionymus leucopoecilus är en fiskart som beskrevs av Hans W. Fricke och Lee, 1993. Callionymus leucopoecilus ingår i släktet Callionymus och familjen sjökocksfiskar. Inga underarter finns listade.